# Partido Laborista (Irlanda)
El Partido Laborista (en inglés: Labour Party, en irlandés: Páirtí an Lucht Oibre) es un partido político socialdemócrata de la República de Irlanda. Fue fundado en 1912 por James Connolly como brazo político del Congreso Irlandés de Sindicatos (Irish Congress of Trades Unions), por lo que reclama para sí el título de partido político más antiguo del país.
En las elecciones de 2020 obtuvo 6 de los 160 escaños de la Dáil Éireann, el peor resultado de su historia y pasando a ser el quinto partido del Parlamento. El Partido Laborista ha estado en el gobierno durante un total de casi 20 años (en 1948-1951, 1954-1957, 1981-1987 y 1992-1997), en seis de las ocasiones en coalición con el Fine Gael o con el Fine Gael y otros partidos menores, y en una ocasión con el Fianna Fáil.

## Historia

### Fundación del partido
Fue fundado en 1912 por James Connolly, James Larkin y William X. O'Brien como ala política del Congreso Irlandés de Sindicatos, con el fin de representar a los trabajadores en el Parlamento Irlandés que debía negociar la Home Rule de 1914. Sin embargo, quedó muy debilitado tras el fracaso de la huelga general de Dublín de 1913, la marcha de Larkin a EE. UU. en 1914, y el fusilamiento de Connolly por su implicación en el Alzamiento de Pascua en 1916.
El Ejército Ciudadano Irlandés creado por Connolly durante la huelga de 1913 fue el brazo armado del partido, y tomó parte en el Alzamiento de Pascua. Retomó fuerza tras el Congreso Republicano de Peadar O'Donnell, pero después de 1935 la mayoría de los miembros del ICA se unieron al Partido Laborista.
El Partido Laborista británico tenía delegaciones en Irlanda, pero después de 1913 los laboristas irlandeses se convirtieron en líderes del laborismo dominante en toda la isla. Sin embargo, los unionistas fundaron el Partido Laborista de Belfast, que después se convertiría en el Partido Laborista de Irlanda del Norte.
Tras la marcha de Larkin, O'Brien fue el dirigente más destacado en el ITGWU (Sindicato General Irlandés de Trabajadores de Transportes), y dominó el Congreso de Sindicatos. El líder del partido, Thomas Johnson, como sucesor de D.D. Sheehan, jefe de la Asociación Irlandesa de Tierra y el Trabajo, declinó participar en las elecciones irlandesas de 1918, ya que las consideraba como un plebiscito sobre la situación constitucional de Irlanda, aunque en Belfast presentaron algunos candidatos para oponerse a los unionistas. Lo mismo hicieron en las elecciones de 1921, y aunque Thomson fue diputado del primer Dáil, durante la guerra de Independencia irlandesa permanecieron fuera de la Dáil.
El Tratado Anglo-Irlandés de 1921 dividió al partido, ya que aunque O'Brien pidió el apoyo para este, mientras que muchos militantes lucharon en la guerra civil irlandesa con los republicanos opuestos a él. En los elecciones de 1922 obtuvo 17 diputados, que se redujeron a 14 el año siguiente. Fue el principal partido opositor al Cumann na nGaedhael en la Dáil Éireann, hasta la constitución del Fianna Fáil en 1927.

### División interna y participación en el gobierno
En 1923 volvió Larkin a Irlanda e intentó retomar su lugar en el partido, pero O'Brien se resistió. Finalmente abandonó el partido y fundó la Liga de los Trabajadores de Irlanda (IWL). En 1932 apoyaron al gobierno de Éamon de Valera, que había prometido reformas sociales, y el Fine Gael pasó a la oposición.
El conflicto entre Larkin y O'Brien empeoró en la década de 1940 por las diferencias entre el Partido Laborista y los sindicatos. En 1944 O'Brien dejó el partido y con 6 diputados fundó el Partido Nacional Laborista, que tuvo como líder nacional a James Everett, y escindió al ITGWU del Congreso de Sindicatos. Esta división, que perjudicó gravemente el partido a las elecciones al Dáil Éireann de 1944, sólo se empezó a superar a la muerte de Larkin en 1947.
En las elecciones al Dáil Éireann de 1948 fueron elegidos 14 diputados laboristas y 5 del PNL (James Everett, Dan Spring, James Pattison, James Hickey y John O'Leary), y ambos partidos entraron en la coalición de gobierno con el Fine Gael, donde Everett fue ministro de correos y telégrafos; William Norton, jefe del partido, fue Tánaiste y ministro de bienestar social en 1948-1951 y en 1954-57. En 1950 ambos partidos se unieron.
Al mismo tiempo, se comenzó a reconstituir el partido en Irlanda del Norte, donde Paddy Devlin, de Belfast, fue candidato a las elecciones locales y Jack Beattie lo fue diputado en Westminster en 1951, y en el Ayuntamiento de Belfast en 1955. Sin embargo, dejó de presentarse al Stormont cuando su único diputado, Gerry Fitt, dejó el partido en 1964 para fundar el Partido Republicano Laborista.
De 1960 a 1977 el líder del partido fue Brendan Corish, quien introdujo en el programa más medidas socialistas, pero entre 1973 y 1977 formó parte de un nuevo gobierno de coalición con el Fine Gael. Tras los malos resultados en las elecciones de 1977 dimitió. El partido, sin embargo, participó en los gobiernos de coalición de 1981-1982 y 1982-1987, caracterizados por duras medidas de recorte de gasto público para paliar la fuerte crisis que empobreció el país. Esto se tradujo en la caída al 6,4% de los votos en las elecciones de 1987, ya que su voto se desplazó al marxista y más radical Partido de los Trabajadores de Irlanda, una escisión a la izquierda del Sinn Féin.

### Remodelación del partido
La década de 1980 se caracterizó por los enfrentamientos internos entre las dos alas del partido, una más izquierdista que la otra, ya que la más izquierdista, dirigida por Emmet Stag, se oponía a formar parte de coaliciones con partidos de derecha. En la conferencia del partido en Traale (1989) fueron expulsados los activistas marxistas del diario Militant, expulsiones que continuaron en la década de 1990 del sector más izquierdista contrario a las coaliciones. Uno de los expulsados, Joe Higgins, fundaría el Partido Socialista.
Sin embargo, en 1990 dieron apoyo a la candidata presidencial Mary Robinson, quien había sido expulsada del partido por oponerse al Tratado Anglo-Irlandés, primera mujer presidenta y primera después de Douglas Hyde que no era del Fianna Fáil. Al mismo tiempo, el partido integró en 1990 al Partido Democrático Socialista del diputado Jim Kemmy y en 1992 al Partido Independiente Socialista del diputado de Sligo-Declan Bree.
Así, en las elecciones de 1992 los laboristas doblaron el porcentaje de votos y diputados, 19,3% y 33 diputados, y después de negociaciones entraron en el gobierno del Fianna Fáil de Albert Reynolds. El líder del partido, Dick Spring, fue nombrado Tanáiste y ministro de Asuntos Exteriores. En 1994 el gobierno de coalición cayó por las diferencias con el nombramiento del fiscal general, Hasrry Wheelan, y por la pérdida de dos diputados del FF en elecciones parciales, en las que el partido obtuvo malos resultados. Esto provocó la formación de una nueva coalición, entre Fine Gael, laboristas e Izquierda Democrática.
En las elecciones de 1997, mientras que a nivel europeo los socialistas franceses y los laboristas británicos habían ganado respectivamente, en Irlanda los laboristas perdieron apoyo electoral. Así, el mal resultado del candidato presidencial del partido, Adi Roche, provocó la dimisión de Dick Spring. El nuevo líder, Ruairí Quinn, entró en negociaciones con Izquierda Democrática, la cual se integró en 1999 con cierta independencia interna. Pero no permitía integrarse al sector del partido en Irlanda del Norte, que disponía de un concejal en Dungannon, Gerry Cullen.

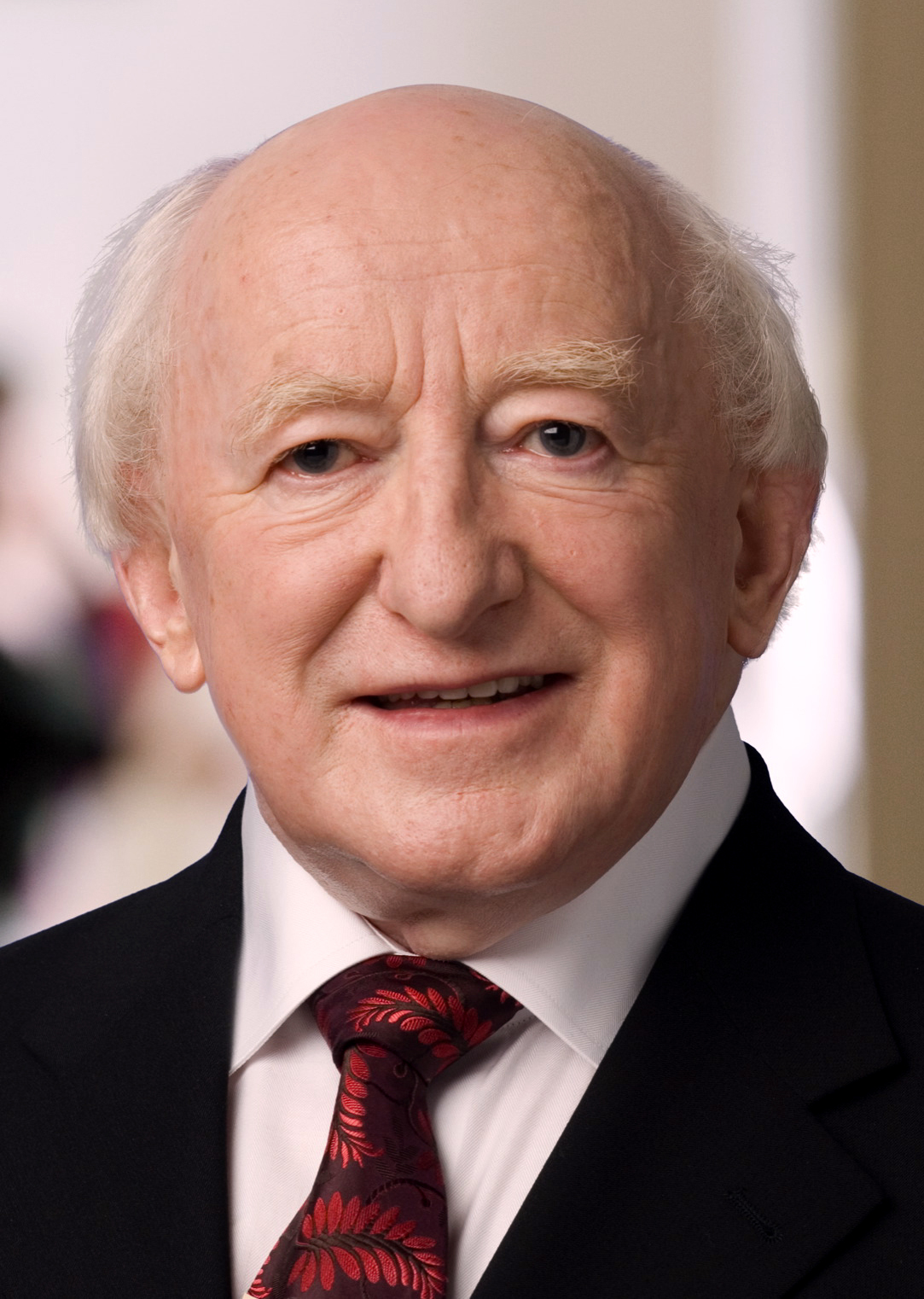
Michael D. Higgins, el actual presidente de Irlanda, es militante laborista.

En 2002 Quinn dimitió por los malos resultados electorales y fue sustituido por Pat Rabbitte, líder de Izquierda Democrática. En las elecciones europeas de 2004 Proinsias de Rossa mantuvo el escaño en el Parlamento Europeo, y en las locales del mismo día obtuvo 100 concejales y fue el partido más votado en las ciudades de Dublín y Galway gracias al acuerdo de Mulligar con el FG para transferirse votos allí donde eran los más votados. En la Conferencia de 2005 propuso la extensión de esta estrategia en las elecciones de 2007, aunque un sector del partido, liderado por Kathleen Lynch y Tommy Broughan, prefería pactar con el Fianna Fáil.
En las elecciones al Dáil Éireann de 2007 el Partido Laborista perdió un escaño y se quedó con 20, insuficientes para formar gobierno con Fine Gael, y como se resistieron a negociar con el FF quedaron en la oposición. Rabitte entonces dimitió como líder y fue elegido Eamonn Gilmore.
En las elecciones al Dáil Éireann de 2011 el Partido Laborista, liderado nuevamente por Eamonn Gilmore, consiguió los mejores resultados de su historia. Fue la segunda fuerza, con el 19,4% de los votos y 37 escaños, lo que le permitió formar gobierno con el Fine Gael, que fue la fuerza más votada, con el 37,1% y 76 escaños. Asimismo, en las elecciones presidenciales celebradas ese mismo año, su candidato Michael D. Higgins fue el vencedor, siendo reelegido en la elección de 2018.
Sin embargo, desde esas elecciones ha tenido notables descensos en sus apoyos. Obtuvo pésimos resultados en las elecciones al Parlamento Europeo de 2014 y también en las elecciones locales de ese mismo año. Debido a esto, Gilmore renunció a la presidencia del partido y en las elecciones internas es elegida como nueva presidente Joan Burton, la primera mujer en ser elegida en ese puesto. Pese a eso, el partido obtuvo un resultado pésimo en las elecciones generales de 2016 perdiendo 30 escaños y obteniendo solo 7. Luego de esto Joan Burton renunció a liderato del partido y es sustituida por Brendan Howlin.
En las elecciones generales de 2020 el partido obtiene su peor derrota hasta la fecha en su historia al obtener solo 6 escaños, Brendan Howlin presentó su renuncia al liderato del partido tiempo después, siendo sustituido por Alan Kelly.

## Resultados electorales
| Elección  | Escaños ganados | ±           | Posición | 1.ª Pref. de voto | %      | Gobierno                                   | Líder               |
| --------- | --------------- | ----------- | -------- | ----------------- | ------ | ------------------------------------------ | ------------------- |
| 1922      | 17/128          |             | 3.º      | 132.565           | 21,32% | Oposición                                  | Thomas Johnson      |
| 1923      | 14/153          | 3           | 4.º      | 111.939           | 10,62% | Oposición                                  | Thomas Johnson      |
| Jun. 1927 | 22/153          | 8           | 3.º      | 143.849           | 12,55% | Oposición                                  | Thomas Johnson      |
| Sep. 1927 | 13/153          | 9           | 3.º      | 106.184           | 9,07%  | Oposición                                  | Thomas Johnson      |
| 1932      | 7/153           | 6           | 3.º      | 98.286            | 7,71%  | Oposición                                  | Thomas J. O'Connell |
| 1933      | 8/153           | 1           | 4.º      | 79.221            | 5,71%  | Oposición                                  | William Norton      |
| 1937      | 13/138          | 5           | 3.º      | 135.758           | 10,25% | Oposición                                  | William Norton      |
| 1938      | 9/138           | 4           | 3.º      | 128.945           | 10,02% | Oposición                                  | William Norton      |
| 1943      | 17/138          | 8           | 3.º      | 208.812           | 15,70% | Oposición                                  | William Norton      |
| 1944      | 8/138           | 9           | 4.º      | 106.767           | 8,80%  | Oposición                                  | William Norton      |
| 1948      | 14/147          | 6           | 3.º      | 115.073           | 8,70%  | Coalición (con Fine Gael, CnP, CnT y NL)   | William Norton      |
| 1951      | 16/147          | 2           | 3.º      | 151.828           | 11,4%  | Oposición                                  | William Norton      |
| 1954      | 19/147          | 3           | 3.º      | 161.034           | 12,1%  | Coalición (con Fine Gael y CnT)            | William Norton      |
| 1957      | 12/147          | 7           | 3.º      | 111.747           | 9,1%   | Oposición                                  | William Norton      |
| 1961      | 16/144          | 4           | 3.º      | 136.111           | 11,6%  | Oposición                                  | Brendan Corish      |
| 1965      | 22/144          | 6           | 3.º      | 192.740           | 15,4%  | Oposición                                  | Brendan Corish      |
| 1969      | 18/144          | 4           | 3.º      | 224.498           | 17,0%  | Oposición                                  | Brendan Corish      |
| 1973      | 19/144          | 1           | 3.º      | 184.656           | 13,7%  | Coalición (con Fine Gael)                  | Brendan Corish      |
| 1977      | 17/148          | 2           | 3.º      | 186.410           | 11,6%  | Oposición                                  | Brendan Corish      |
| 1981      | 15/166          | 2           | 3.º      | 169.990           | 9,9%   | Coalición (con Fine Gael)                  | Frank Cluskey       |
| Feb. 1982 | 15/166          | Sin cambios | 3.º      | 151.875           | 9,1%   | Oposición                                  | Michael O'Leary     |
| Nov. 1982 | 16/166          | 1           | 3.º      | 158.115           | 9,4%   | Coalición (con Fine Gael)                  | Dick Spring         |
| 1987      | 12/166          | 4           | 4.º      | 114.551           | 6,4%   | Oposición                                  | Dick Spring         |
| 1989      | 15/166          | 3           | 3.º      | 156.989           | 9,5%   | Oposición                                  | Dick Spring         |
| 1992      | 33/166          | 18          | 3.º      | 333.013           | 19,3%  | Coalición (con Fianna Fáil) (1992-1994)    | Dick Spring         |
| 1992      | 33/166          | 18          | 3.º      | 333.013           | 19,3%  | Coalición (con Fine Gael y DL) (1994-1997) | Dick Spring         |
| 1997      | 17/166          | 16          | 3.º      | 186.044           | 10,4%  | Oposición                                  | Dick Spring         |
| 2002      | 20/166          | 3           | 3.º      | 200.130           | 10,8%  | Oposición                                  | Ruairi Quinn        |
| 2007      | 20/160          | Sin cambios | 3.º      | 209.175           | 10,13% | Oposición                                  | Pat Rabbite         |
| 2011      | 37/166          | 17          | 2.º      | 431.796           | 19,50% | Coalición (con Fine Gael)                  | Eamon Gilmore       |
| 2016      | 7/158           | 30          | 4.º      | 140.898           | 6,60%  | Oposición                                  | Joan Burton         |
| 2020      | 6/159           | 1           | 5.º      | 95.582            | 4,40%  | Oposición                                  | Brendan Howlin      |

### Irlanda del Norte
| Elecciones | Líder          | # de votos | % de votos | Escaños | +/- |
| ---------- | -------------- | ---------- | ---------- | ------- | --- |
| 1953       | William Norton | 13 223     | 5,1%       | 1/52    |     |
| 1958       | William Norton | 7 321      | 3,0%       | 0/52    | 1   |
| 1962       | Brendan Corish | 3 288      | 1,1%       | 1/52    | 1   |

## Líderes del partido (1922-presente)
- Thomas Johnson 1922-1927
- Thomas J. O'Connell 1927-1932
- William Norton 1932-1960
- Brendan Corish 1960-1977
- Frank Cluskey 1977-1981
- Michael O'Leary 1981-1982
- Dick Spring 1982-1997
- Ruairi Quinn 1997-2002
- Pat Rabbitte 2002-2007
- Eamon Gilmore 2007-2014
- Joan Burton 2014-2016
- Brendan Howlin 2016-2020
- Alan Kelly 2020-2022
- Ivana Bacik 2022-presente